# ابراهام فاکسال
ابراهام فاکسال (انگلیسی: Abraham Foxall; ۱ ژانویهٔ ۱۸۷۴ – ۱۹۵۰) بازیکن فوتبال اهل بریتانیا بود.
از باشگاه‌هایی که در آن بازی کرده‌است می‌توان به باشگاه فوتبال لیورپول اشاره کرد.